# C. L. Clark
Cherae Clark, auch bekannt unter dem Künstlernamen C. L. Clark ist eine queere amerikanische Science-Fiction- und Fantasy-Autorin, Lehrerin und Editorin, deren Veröffentlichungen unter anderem für den Locus und den Nebula Award nominiert waren.

## Leben und Werk
Clark absolvierte den MFA-Studiengang für kreatives Schreiben an der Indiana University. Sie war Personaltrainerin, Englischlehrerin und Redakteurin. Wenn sie nicht gerade schreibt oder arbeitet, lernt sie Sprachen, liest über Krieg und [post-]koloniale Geschichte.
Sie gab an, Inspirationen aus den kolonialen Beziehungen zwischen Frankreich und Nordafrika, postkolonialer Literaturtheorie und gewalttätigen Frauen in der Fantasy zu ziehen.

## Auszeichnungen
- Gewinnerin des Ignyte Awards 2021 in der Kategorie Beste Kurzgeschichte[3]
- Gewinnerin des Locus Awards 2022 in der Kategorie Beste Anthologie[4]
- Gewinnerin des Ignyte Awards 2022 in der Kategorie Beste Anthologie[5]

Ihr Roman The Unbroken wurde 2022 sowohl für den Locus Award in der Kategorie Bester Debütroman als auch den British Fantasy Award in der Kategorie Bester Fantasy Roman und dem Ignyte Award in der Kategorie Bester Roman für Erwachsene nominiert.

## Werke
- The Unbroken. (= Magic of the Lost, Book 1.) New York : Orbit, 2021. ISBN 978-0356516233
- The Book of Witches. New York : Harper Voyager, 2023
- The Faithless. (= Magic of the Lost, Book 2.) New York : Orbit, 2023. ISBN 978-0356516240

Ankündigungen:
- Ambessa: Chosen of the Wolf: A League of Legends: Arcane Novel. New York : Orbit (18. Februar 2025). ISBN 978-0356519838
- The Sovereign. New York : Orbit (30. September 2025). ISBN 978-0316542883